# Harold M. Shaw
Pour les articles homonymes, voir Shaw.
Harold M. Shaw est un réalisateur et acteur américain né le 3 novembre 1877 à Brownsville (Tennessee) et mort le 30 janvier 1926 à Los Angeles.

## Biographie
Après avoir fait ses débuts aux États-Unis, chez Edison Company, il partit, en 1913, s'installer au Royaume-Uni, où il a fait la plus grande partie de sa carrière. Ses derniers films, à partir de 1922, sont tournés aux États-Unis.

## Filmographie
Comme réalisateur
- 1912 : The Land Beyond the Sunset
- 1913 : At Bear Track Gulch
- 1914 : Lawyer Quince
- 1914 : A Christmas Carol
- 1915 : The Firm of Girdlestone
- 1916 : You
- 1916 : Me and Me Moke
- 1916 : The Last Challenge
- 1916 : De Voortrekkers
- 1918 : Die Rose von Rhodesia
- 1920 : The Pursuit of Pamela
- 1920 : London Pride
- 1921 : The Woman of His Dream
- 1921 : Kipps
- 1921 : A Dear Fool (en)
- 1921 : General John Regan
- 1922 : False Evidence
- 1922 : The Wheels of Chance, adaptation du roman de H. G. Wells, La Burlesque Équipée du cycliste
- 1923 : Held to Answer
- 1923 : Rouged Lips
- 1924 : A Fool's Awakening